# Drosophila dobzhanskii
Drosophila dobzhanskii är en tvåvingeart som beskrevs av Patterson 1943. Drosophila dobzhanskii ingår i släktet Drosophila och familjen daggflugor.

## Utbredning
Artens utbredningsområde täcker delar av Mexiko.

## Etymologi
Arten är namngiven efter genetikern och dipterologen Theodosius Dobzhansky.